# Fox Business Network
Fox Business Network (FBN), de asemenea cunoscut sub numele de Fox Business, este un canal American de televiziune prin cablu și prin satelit , care este deținut de către Fox Entertainment Group, o companie 21st Century Fox. Rețeaua discută despre afaceri și știri financiare. De zi cu zi operațiunile sunt conduse de Kevin Magee, vice-presedintele executiv al Fox News; Neil Cavuto gestionează conținutul stirilor. În februarie 2015, Fox Business Network este disponibil pentru aproximativ 74,224,000 case cu televiziune prin plată  (63.8% din gospodăriile cu televiziune), în Statele Unite.